# Takehito Suzuki
Takehito Suzuki (Tokio, 11 juni 1971) is een voormalig Japans voetballer.

## Carrière
Takehito Suzuki speelde tussen 1992 en 2003 voor Yokohama Marinos, Kyoto Purple Sanga, Gamba Osaka, Vissel Kobe en Vegalta Sendai.